# Як приборкати ведмедя
Як приручити ведмедя — данський мультфільм 2011 року режисера Есбена Тофт Якобсена.

## Про фільм
Тривалість: 73 хв.
Країна: Данія
Студія: Copenhagen Bombay
Режисер: Есбен Тофт Якобсен
Актори: Маркус Рюгорд, Флеммінг Квіст Мюллер

## Короткий опис
Одинадцятирічний Джонатан разом зі своєю молодшою сестрою проводить літні канікули у дідуся, який мешкає на краю дрімучого лісу. І ось, одного разу його непосидючу сестричку викрадає велетеньський ведмідь і Джонатан вирушає їй на допомогу…